# Hartrandt (Wyoming)
Hartrandt es un Lugar designado por el censo ubicado en el condado de Natrona en el estado estadounidense de Wyoming. En el año 2010 tenía una población de 693 habitantes y una densidad poblacional de 173.25 personas por km² .

## Geografía
Hartrandt se encuentra ubicado en las coordenadas 42°53′1.16″N 106°20′57.7″O / 42.8836556, -106.349361. Según la Oficina del Censo,  la localidad tiene un área total de 4 km² (1,5 mi²), de la cual 4 km² (1,5 mi²) es tierra y 0 km² (0 mi²) (0.0%) es agua.

### Localidades adyacentes
El siguiente diagrama muestra a las localidades en un radio de 24 kilómetros (14,9 mi) de Hartrandt.

## Demografía
En el 2000 la renta per cápita promedia del hogar era de $25.694, y el ingreso promedio para una familia era de $35.000. El ingreso per cápita para la localidad era de $12.340. En 2000 los hombres tenían un ingreso per cápita de $24.943 contra $15.625 para las mujeres. Alrededor del 28.0% de la población estaba bajo el umbral de pobreza nacional.